# Quintana Roo
Quintana Roo je jedním z 31 mexických států. Rozkládá se na východě poloostrova Yucatán. Sousedí se státy Yucatán a Campeche a středoamerickými státy Belize a Guatemala. Sever státu omývají vody Mexického zálivu, východní pobřeží se dotýká Karibského moře (tzv. Mexický Karibik). Právě pobřeží Karibiku se svými ostrovy (cayos) je vyhledávanou turistickou destinací. Největším městem v Quintana Roo je Cancún. Jméno tohoto státu odkazuje na Andrése Quintana Roo (1787–1851) – právníka, básníka a poslance, který s dalšími podepsal Deklaraci nezávislosti Mexika.
Na území státu se nachází mnoho lokalit a staveb, které zde postavili Mayové před příchodem Evropanů na americký kontinent.

## Přírodní podmínky
Většina Yucatánského poloostrova je tvořena velkou vápencovou krasovou tabulí. Vápencové půdy jsou porézní a umožňují srážkové vodě filtrovat do hlubších půdních vrstev. Pod povrchem se vytváří ohromné podzemní zásobárny vody – tzv. akvifery. Vyskytují se zde cenotes – přírodní studny velkých rozměrů. Pobřeží státu lemuje druhý největší korálový útes na zeměkouli – Mezoamerický korálový útes.
Panuje zde tropické podnebí se střídáním mezi obdobím sucha (únor–květen) a obdobím dešťů (červen–říjen).

## Fotogalerie

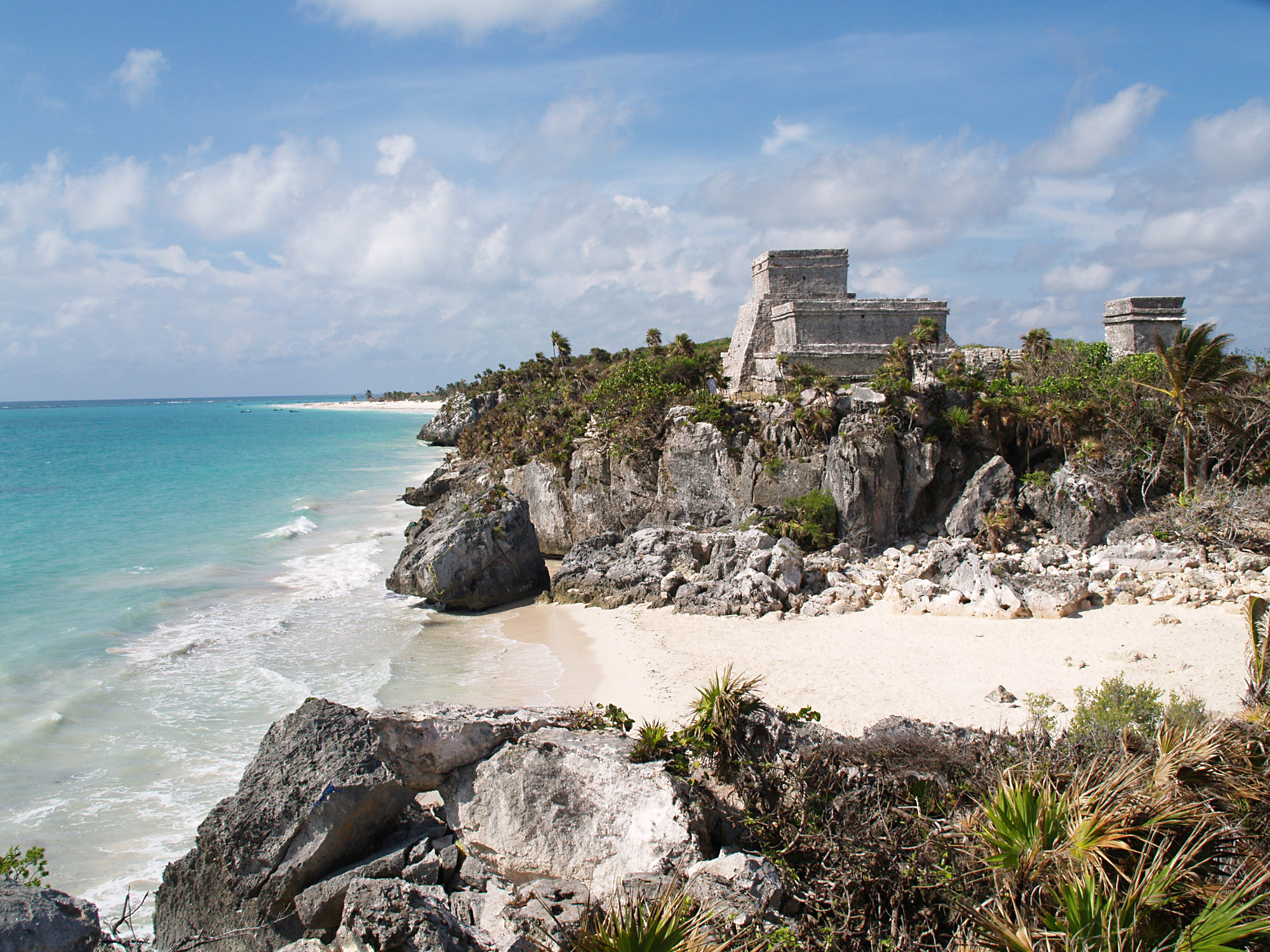
Ruiny mayského města Tulum
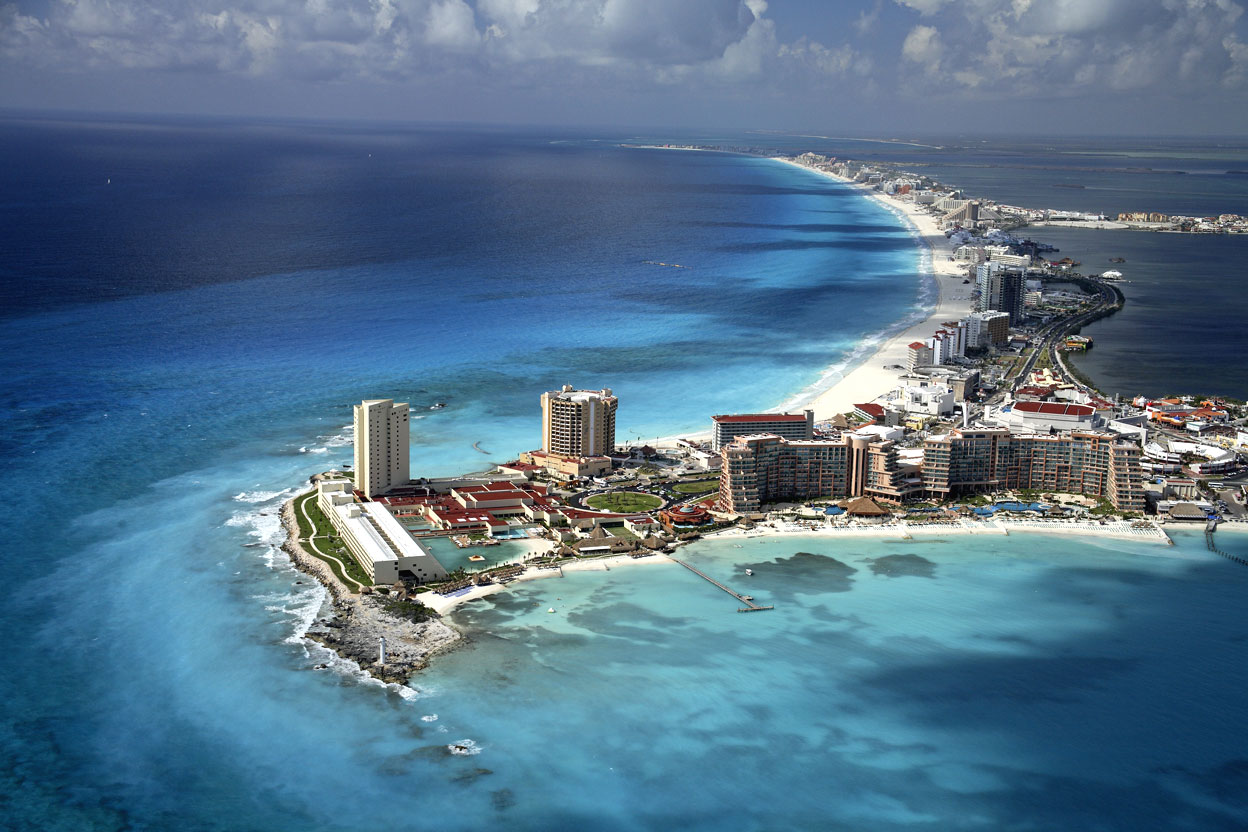
Cancún
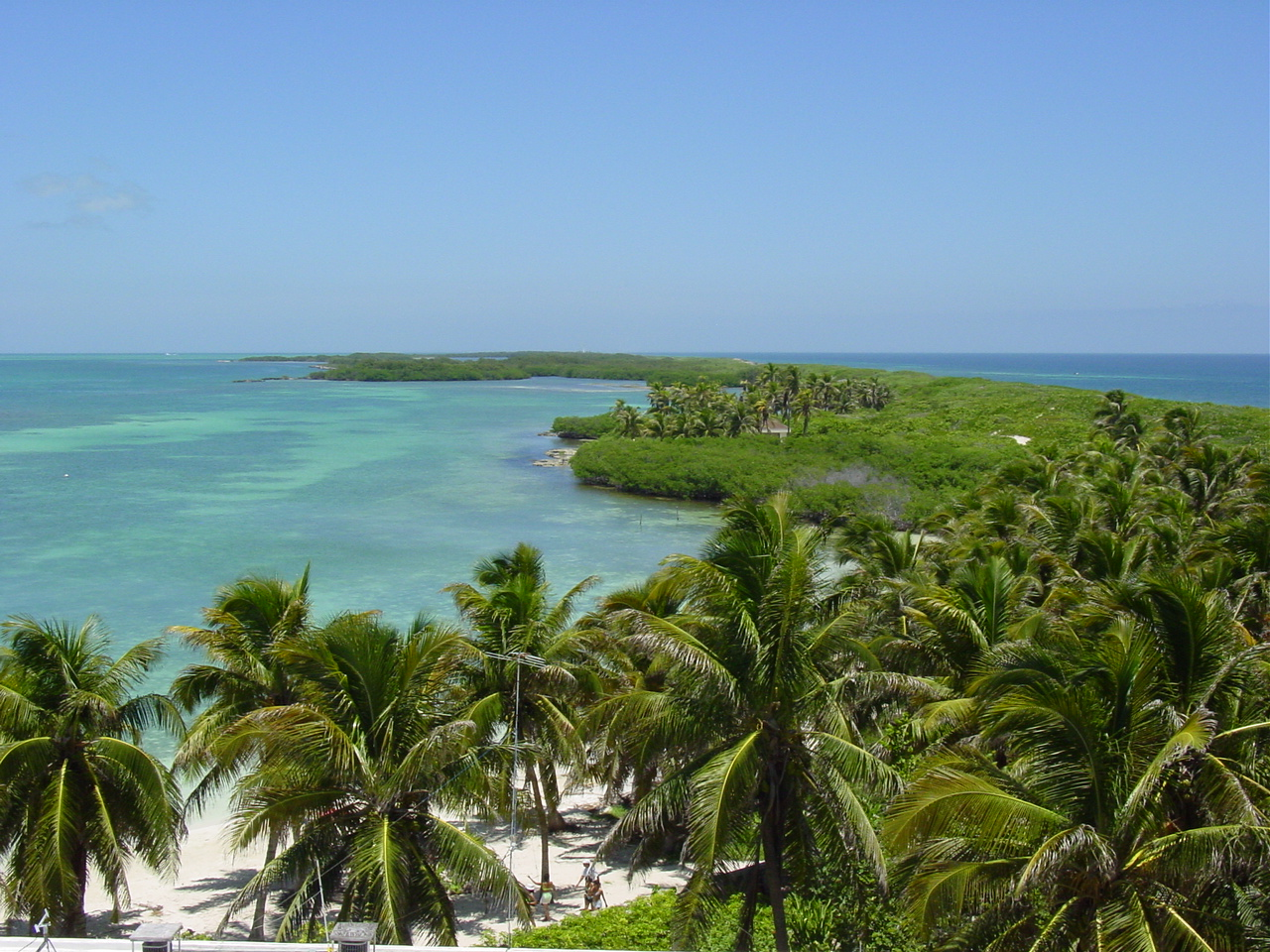
Ostrov Cantoy
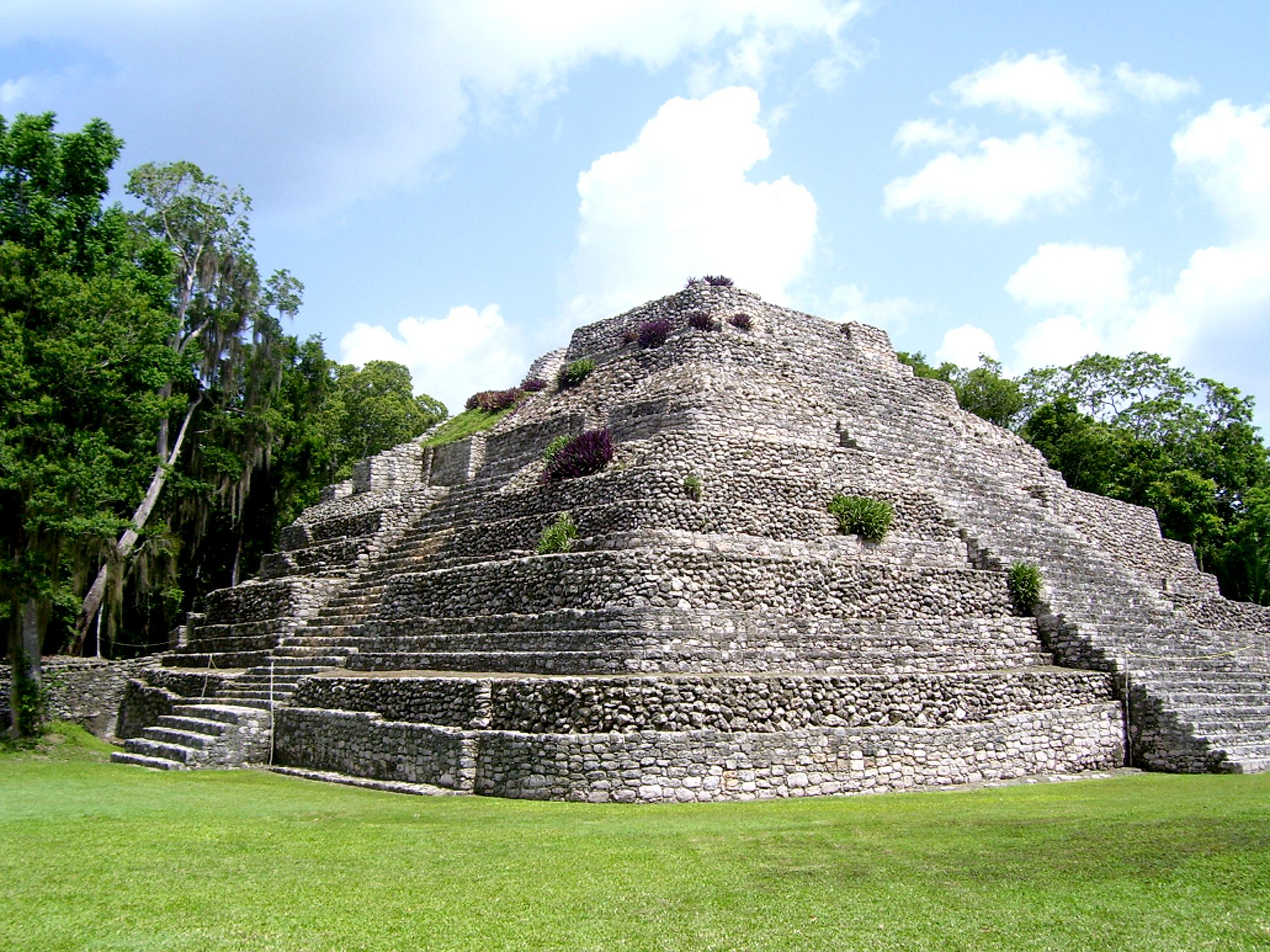
Mayská pyramida v Chacchoben
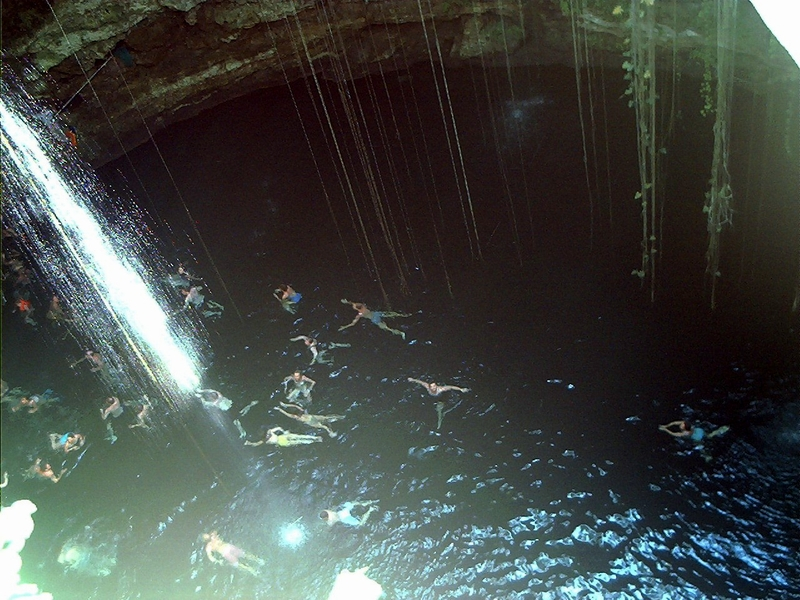
Cenote
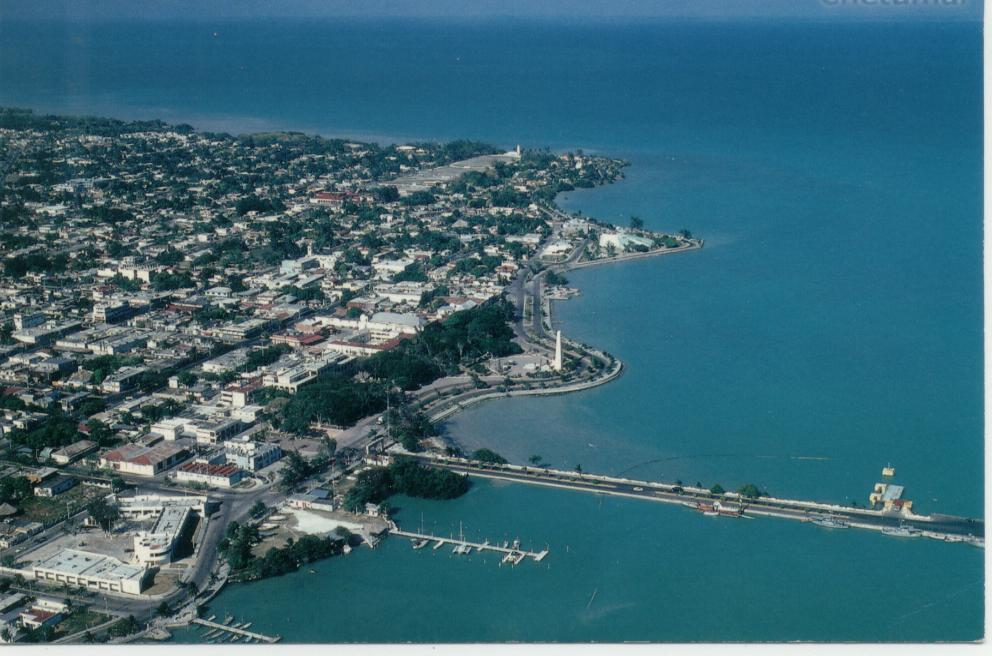
Město Chetumal
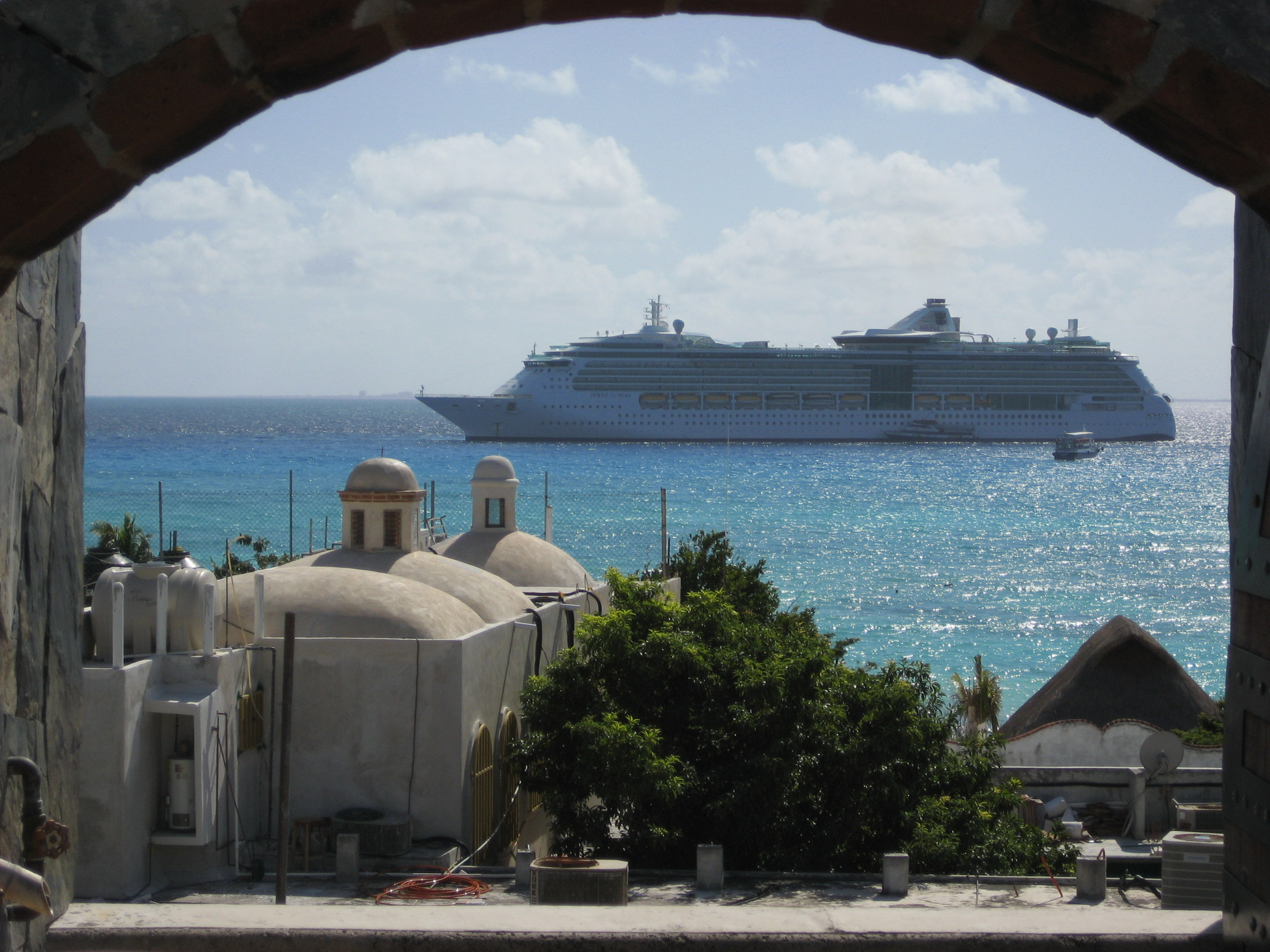
Turistická loď u pobřeží Quintana Roo